# Bedřich Šupčík
Bedřich Šupčík est un gymnaste tchécoslovaque né le 22 octobre 1898 à Trumau et mort le 11 juillet 1957 à Horosedly. 

## Biographie
Bedřich Šupčík naît dans une famille tchèque à Trumau, près de Vienne, en Autriche.
En 1924, il participe aux épreuves de gymnastique des Jeux olympiques de Paris. Il remporte la médaille d'or de la montée à la corde, d'une hauteur de huit mètres, avec un temps de 7,2 secondes. Il obtient également la médaille de bronze par équipe au concours général.
Aux Jeux olympiques d'été de 1928, à Amsterdam, il remporte la médaille d'argent dans la compétition par équipe.
Installé à Prague peu après les Jeux olympiques, il poursuit sa carrière sportive et remporte une médaille d'argent aux Championnats du monde de gymnastique artistique à Luxembourg, en 1930.
Il succombe à une crise cardiaque à l'âge de 58 ans. Il est enterré dans le nouveau cimetière de la ville de Mirovice près de Písek.